# Doren Haentsch
Doren Haentsch (20 aprile 1982) è una schermitrice tedesca, specializzata nella sciabola. Ha vinto una medaglia di bronzo ai Campionati mondiali di scherma.